# Страннолюбский, Александр Николаевич
Александр Николаевич Страннолюбский (1839—1903) — русский педагог и общественный деятель.

## Биография
Родился в 1839 году на Камчатке, в семье начальника области. Учился в Морском кадетском корпусе и офицерских классах при нём.
По рекомендации профессора Н. П. Тыртова преподавал в 1868 году математику С. В. Корвин-Круковской (Ковалевской). Его преподавательская деятельность продолжилась в Морском училище, где он с 1867 по 1894 год преподавал математические науки. Также занимался проблемами женского образования и разрабатывал новые педагогические методики. Преподавал на Высших женских курсах в Санкт-Петербурге, известных как Бестужевские курсы (по фамилии первого директора). Выдвигал идеи организации обучения без принуждения и поощрений. Ввёл новые приёмы обучения, такие как трудовое (ремесленное) обучение, экскурсии на производство (фабрики и заводы). Разработал план коммерческих курсов для женщин, с общим гимназическим образованием.
Последние годы жизни занимался научной деятельностью в Императорском русском техническом обществе, в котором состоял товарищем председателя Постоянной комиссии по техническому образованию.
Умер Александр Николаевич в 1903 году. В некрологе о нём, в частности, отмечалось:

«Страннолюбский был одним из образованнейших и благороднейших представителей блестящей плеяды педагогов 60-х годов… Это был человек честных, твердых и глубоких убеждений, не знавший, что значит идти на компромисс со своею совестью в каком бы то ни было деле. Его благородная осанка, сильный ум и широкое образование, редкая гуманность и изящество, которыми дышала вся его личность, завоевали ему искреннее горячее расположение и глубокое уважение всех тех, с кем сталкивала его жизнь».

Похоронен на Волковском православном кладбище. Могила утрачена.

## Труды
- Современное состояние некоторых вопросов, относящихся к вооружению (оснастке) и парусности броненосных судов // Морской Сборник. — 1867. — № 10 и 11.
- Организация высшего морского образования в России. — СПб., 1878.
- Обзор систем морского образования в иностранных государствах // Морской Сборник. — 1882 и 1883.
- Курс алгебры, основанный на постепенном обобщении арифметических задач. Дидактические указания для преподавателя начальной алгебры. — СПб., 1868.
- Ряд различных статей по вопросам педагогики и образования.